# Bolus Herbarium

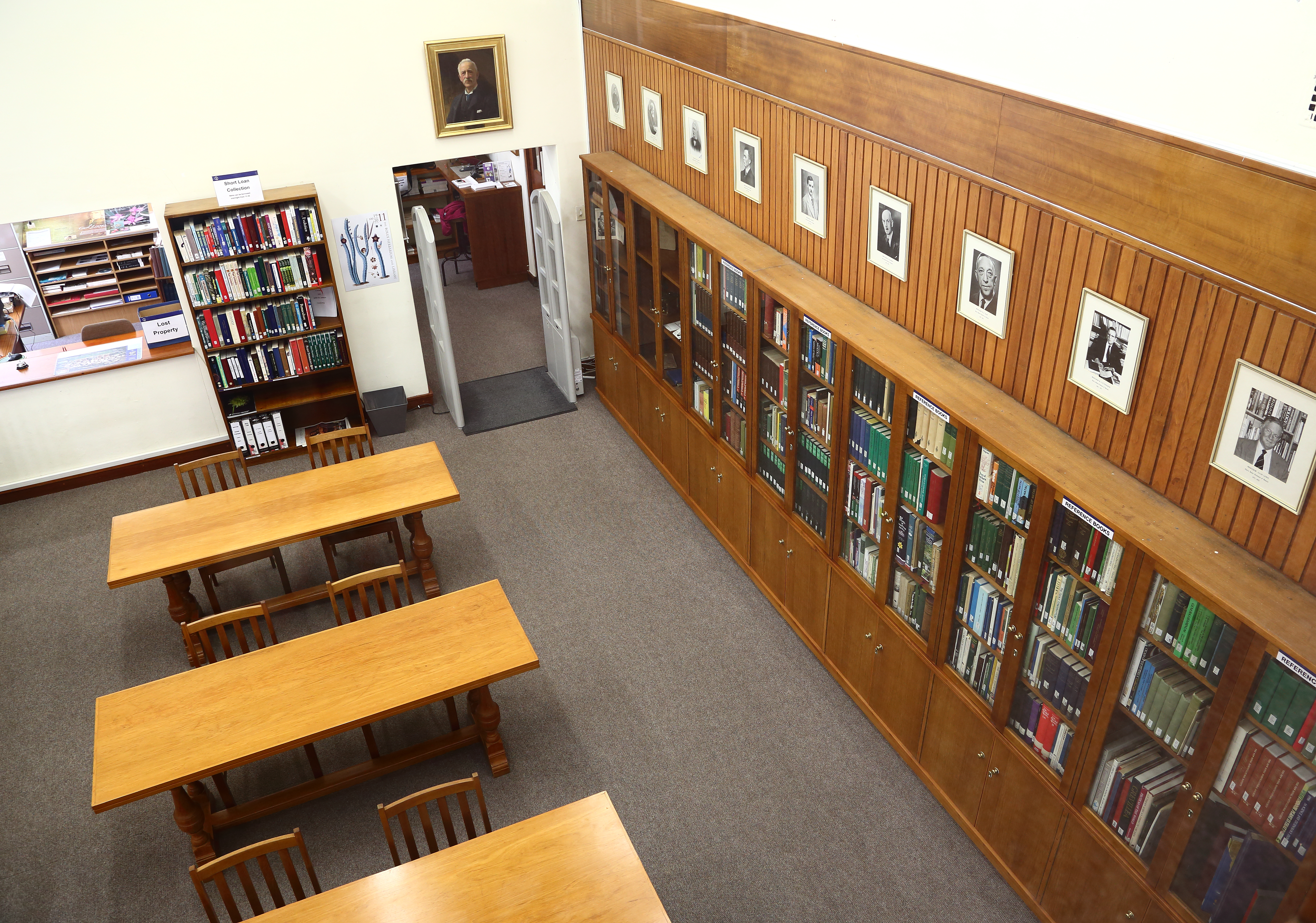
Librería de Bolus Herbarium

Bolus Herbarium fue creado en 1865, es el herbario más antiguo en funcionamiento en el sur de África. Como parte de una institución académica, su función principal es ayudar en la enseñanza y la investigación de la diversidad de la flora del sur de África, en particular de la Región Floral del Cabo. La investigación relacionada con el herbario se centra principalmente en la taxonomía, sistemática, biogeografía y endemismo.
Tiene una colección de más de 350.000 ejemplares, es el tercer mayor herbario del sur de África y el tercero más grande en el hemisferio sur. La colección es reconocida por su excelente representación de la flora del Cabo y el gran número de especímenes tipo recogidos.